# Эквихордный центр
Эквихордный центр — точка внутри плоской кривой, такая, что все хорды, проходящие через неё, равны.
Кривые, имеющие эквихордный центр, называются эквихордными.

## Примеры
Эквихордными кривыми являются
- Окружности, центр окружности является её эквихордным центром.
- Подера на кривой постоянной ширины относительно точки {\displaystyle P} внутри кривой. При этом {\displaystyle P} является её эквихордным центром.
  - В частности, для окружности получаем улитку Паскаля.

## Свойства
- Любая выпуклая кривая имеет не более одного эквихордного центра.
  - То, что выпуклая кривая не может иметь трёх центров, было доказано Фудзиварой в 1916 году; он же сформулировал задачу о том, что двух тоже быть не может. Задача была независимо сформулирована Вильгельмом Бляшке, Германом Роте[англ.] и Роландом Вайценбёком[англ.] в 1917 году и решена Мареком Рыхликом в 1997-м. Его доказательство довольно сложное, оно занимает 72 страницы и использует комплексный анализ и алгебраическую геометрию.